# Jean-Baptiste Joseph Lequette
Jean-Baptiste Joseph Lequette est un évêque français né le 23 juin 1811 à Bapaume (Pas-de-Calais) et mort le 13 juin 1882 à Arras (Pas-de-Calais) à l'âge de 70 ans. Il est l'évêque d'Arras, de Boulogne et de Saint-Omer de 1866 à 1882.

## Biographie
Jean-Baptiste Lequette est ordonné prêtre en juin 1835. Il est ordonné évêque d'Arras-Boulogne-Saint-Omer le 6 août 1866 et le reste jusqu'à sa mort le 13 juin 1882.
Il est assistant au trône pontifical, chevalier de la Légion d'honneur et grand-croix de l'ordre équestre du Saint-Sépulcre de Jérusalem.

## Inhumation
Jean-Baptiste Joseph Lequette est inhumé dans l'église Notre-Dame-des-Ardents à Arras, dont il est à l'origine de la construction. Sa sépulture date de 1887, sur laquelle il est représenté en priant par Louis Noël.

## Devise et armes
Devise : Pascor a vulnere.
Armes d'azur au Sacré-Cœur de gueules gouttant du même, entouré d'une couronne d'épines, surmonté d'une croix haute d'argent et rayonnant du même.

## Famille
Jean-Baptiste-Joseph Lequette est le fils de Jean-Liévin Lequette, cultivateur et mulquinier (1777-1863) et de Marie-Dominique Liévin, une propriétaire (1782-1838). Il a quatre frères et cinq sœurs.
| Frères                          | Sœurs                              |
| ------------------------------- | ---------------------------------- |
| Louis Alexandre Lequette        | Félicité Nathalie Joseph Lequette  |
| Jean-Liévin Lequette            | Lucie Julie Josephe Lequette       |
| Pierre François Joseph Lequette | Candide Louise Lequette            |
| Augustin Joseph Lequette        | Catherine Lequette                 |
|                                 | Marie Dominique Constance Lequette |

## Distinction
- Chevalier de la Légion d'honneur (13 aout 1867)[5]